# Hamtaro: Rainbow Rescue
Hamtaro: Rainbow Rescue (とっとこハム太郎4 にじいろ大行進でちゅ Tottoko Hamtaro 4: Nijiiro Daikoushin Dechu?) är ett spel till Game Boy Advance som utvecklats av Alpha Dream. Spelet utgavs i Japan 2003 och i Europa 2004. En lansering i USA planerades, men genomfördes aldrig.

## Handling
Den vita hamstern Bijou ser att det, en dag, uppenbarar sig en regnbåge på himlen. Plötsligt försvinner den och hamstern Bo faller ner på marken vid hamstrarnas klubbhus. Han berättar att han med sitt magiska paraply kan göra regnbågar, men upptäcker snart till sin förtret att alla färger på hans paraply är borta. Nu måste Hamtaro, Bijou och de andra hamstrarna se till att samla in föremål som har de rätta färgerna för att Bo ska kunna framställa regnbågar igen.

## Gameplay
Spelaren startar som Hamtaro, men kommer under spelets gång att träffa på nya karaktärer att styra. Varje enskild karaktär har särskilda egenskaper och måste användas för att klara olika moment och minispel. 

## Platser i spelet
- Clubhouse (klubbhuset). Här kan spelaren bl.a. välja vilka karaktärer denna vill ha med på sina äventyr.
- Sunny Peak (toppen av berget). Här hämtas den orange färgen.
- Flower Ranch (solrosfarmen). Här hämtas den gula färgen.
- Clover Elementary (skolan). Här hämtas den gröna färgen.
- Ticky Ticky Park (parken). Här hämtas den ljusblå färgen.
- Sparkle Coast (kusten). Här hämtas den mörkblå färgen.
- Tip-Top Fair (festivalen). Här hämtas den röda färgen.
- Hamstarr Manor (herrgården). Här hämtas den lila färgen.

## Karaktärer

### Möjliga att styra
Det finns totalt 13 karaktärer som spelaren kan välja att styra. De låses upp efterhand.
- Hamtaro, huvudkaraktären vilken spelaren startar som.
- Bijou, karakteriseras av charm.
- Boss, karakteriseras av styrka.
- Oxnard, älskar nötter och kan utföra "roll" (rulla) i vissa moment/minispel.
- Cappy, älskar huvudbonader.
- Maxwell, karakteriseras av intelligens.
- Pashmina, älskar barn och går sällan någonstans utan Penelope.
- Penelope, går sällan någonstans utan Pashmina. Standardfrasen är "Ookwee".
- Howdy, älskar mat.
- Dexter, karakteriseras av intelligens och blygsel.
- Stan, tvillingbror till Sandy.
- Sandy, tvillingsyster till Stan.
- Panda, besitter en händig förmåga.

### Datorstyrda
- Prins Bo, behöver hjälp med att skaffa färger till sitt magiska paraply för att kunna skapa regnbågar.
- Postie, levererar post till hamstrarna i klubbhuset.
- Jingle, den gitarrspelande hamstern som kan påträffas under ett träd strax utanför klubbhuset. Det är hos honom man hämtar de eventuella nötter man behöver för att komma förbi svåra minispel.
- Pepper, ägaren till Sunflower Ranch.
- Elder-Ham, den äldre och kloka hamstern som svarar på frågor och berättar historier.
- Snoozer, den lata hamstern som påträffas i klubbhuset. Honom går man till för att kunna byta och ändra vilka karaktärer man vill ha med sig på sina äventyr. Detta är dock möjligt först när man har klarat spelet.
- Inspector Ham, detektivhamstern som man hjälper i skolan.
- Hamstarr, den siande hamstern som ger en mystiska påståenden om framtiden.